# Война шимпанзе Гомбе
Война шимпанзе Гомбе, также известная как Четырёхлетняя война — конфликт между двумя сообществами шимпанзе в Национальном парке Гомбе-Стрим в области Кигома в Танзании между 1974 и 1978 годами.
Две группы шимпанзе были объединены в общину Касакела. К 1974 году приматолог Джейн Гудолл заметила раскол сообщества. В течение восьми месяцев большая группа шимпанзе отделилась от стаи в южной части Касакелы и была переименована в общину Кахама. Стая сепаратистов состояла из шести взрослых самцов, трёх взрослых самок и их детёнышей. У Касакела осталось восемь взрослых самцов, двенадцать взрослых самок и детеныши. Во время четырёхлетнего конфликта все самцы общины Кахама были убиты, что фактически привело к её распаду. Затем победившая Касакела расширилась на территорию Кахамы, но позже была изгнана оттуда другим сообществом шимпанзе.

## Предпосылки

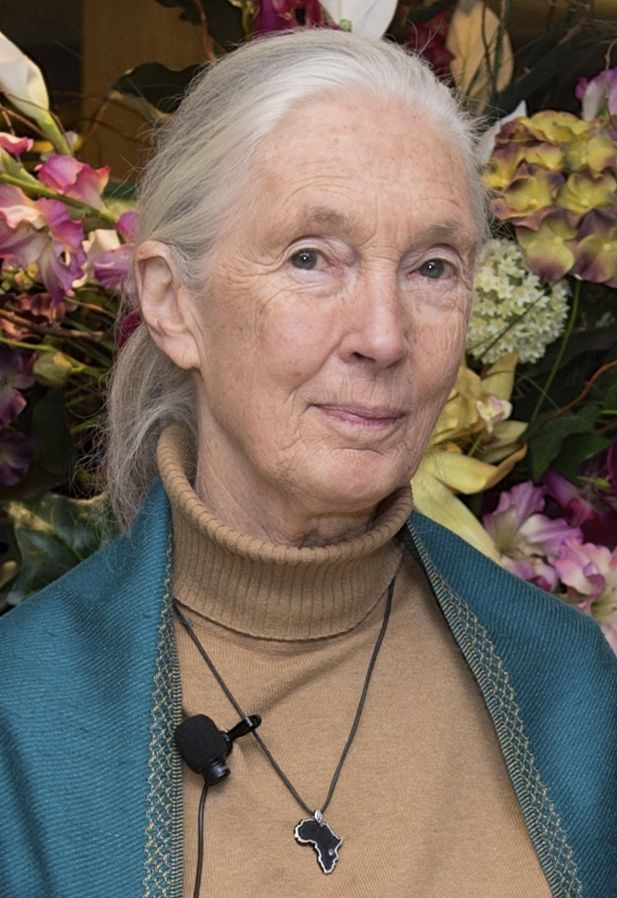
Джейн Гудолл в 2015 году

До Четырёхлетней войны Национальный парк Гомбе-Стрим был известен как Исследовательский центр Гомбе-Стрим. Он находится в нижней части долины Какомбе и является известным местом изучения жизни приматов. Первые исследования здесь были проведены британской учёной Джейн Гудолл, в то время, когда она работала директором Исследовательского центра. Парк расположен на крутых склонах холмов, возвышающихся над долиной реки, и покрыт густым речным лесом. Шимпанзе обитают на этих холмах территориальными сообществами, разбитыми на группы от одной до сорока особей. Община Касакела располагалась в одной из трёх областей исследований в центральной долине с общинами Касакела на севере, Какомбе и Мкенке на юге. Доказательства территориальности животных были впервые задокументированы, когда Гудолл проследила за шимпанзе во время кормления, отметив их агрессивное территориальное поведение. Однако она не предвидела предстоящий конфликт.
После отделения от общины Касакела вновь сформированную Кахаму возглавили братья Хью и Чарли, других взрослых самцов звали Годи, Де, Голиаф и Молодой Снифф. Среди самцов Касакела были Сатана, Шерри, Эверед, Родольф, Джомео, Майк, Хамфри и Фиган, который был альфа-самцом.

## Война

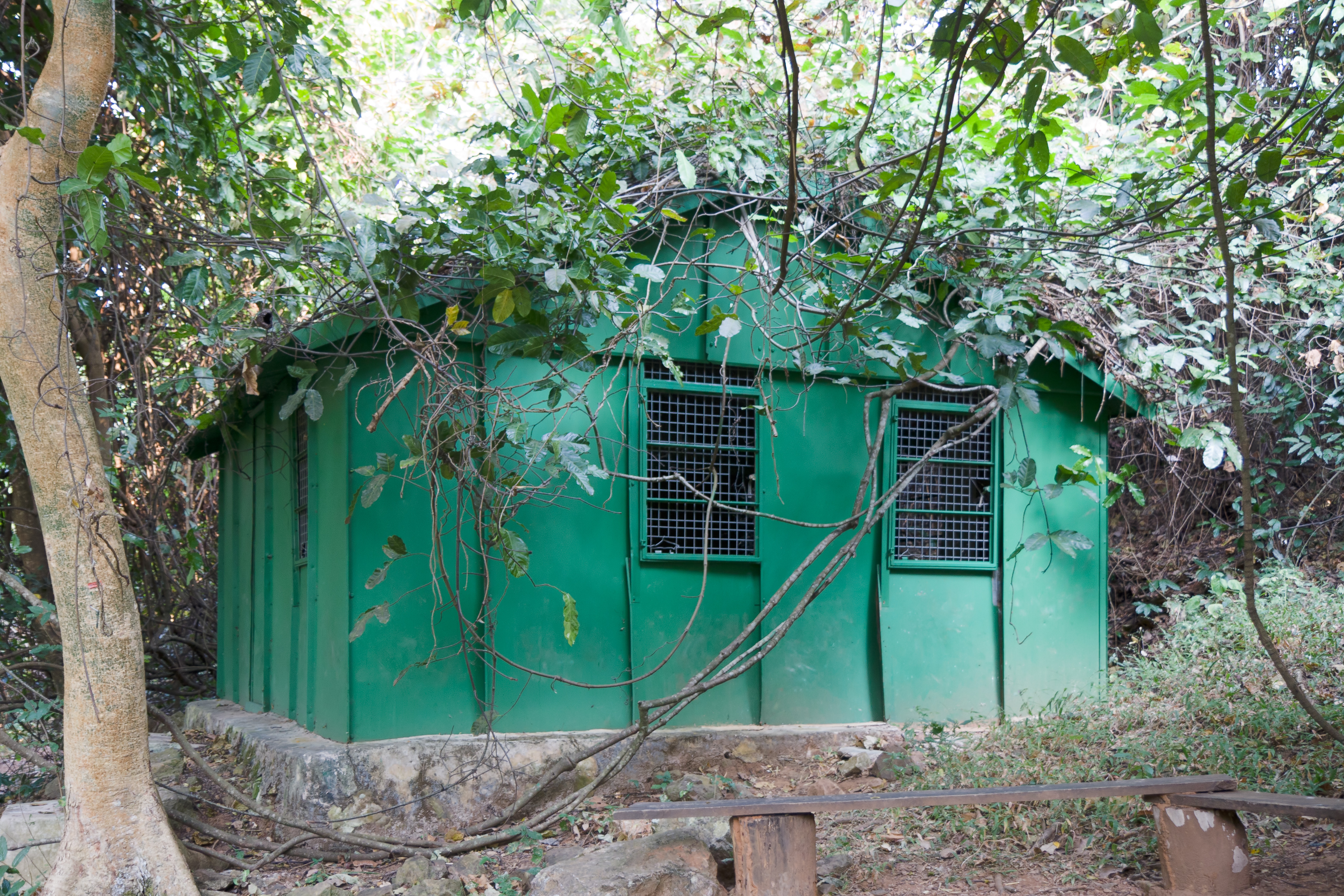
Станция кормления шимпанзе Гомбе

Первая кровь была пролита общиной Касакела 7 января 1974 года, когда группа из шести взрослых самцов Касакела, состоящая из Хамфри, Фигана, Джомео, Шерри, Эвереда и Родольфа, устроила засаду на изолированного самца Кахамы Годи. Самцов Касакела сопровождала одна самка, Гиги, однако она не принимала непосредственного участия в схватке. Несмотря на попытку Годи бежать, нападавшие схватили его, бросили на землю и били, пока он не перестал двигаться. После этого Касакела бурно отпраздновали победу, бросая ветки и громко крича, а затем отступили. Как только победители ушли, Годи снова встал, но, вероятно, вскоре умер от полученных травм. Это был первый случай, когда кто-либо из шимпанзе был замечен преднамеренно пытающимся убить другого самца шимпанзе.
После того, как Годи умер, Касакела убили Де, а затем Хью. В нападении на Де самка Гиги фактически участвовала в бою вместе с самцами. Позже пришла очередь пожилого Голиафа. На протяжении всей войны Голиаф был относительно дружелюбен с соседями Касакела, однако на его доброту не ответили взаимностью, и он был убит. Чарли был убит следующим. После его смерти исчез и так и не был найден молодой самец, страдающий от полиомиелита, Вилли Уолли. Последний оставшийся взрослый самец Кахамы, Молодой Снифф, прожил более года. Некоторое время казалось, что он может сбежать в новое сообщество или вернуться к Касакела, но этого не произошло — Молодой Снифф также был убит группой самцов Касакела. Из взрослых самок Кахамы одна была убита, две пропали без вести, а три молодых самки были избиты и похищены самцами Касакелы. После смерти Молодого Сниффа Касакела захватили бывшую территорию Кахамы.
Однако после исчезновения Кахамы территория Касакелы упёрлась в территорию другой общины шимпанзе, называемой Каланде. Запуганные превосходящей численностью Каланде, а также несколькими ожесточёнными стычками вдоль их границы, Касакела быстро отказались от большей части своей новой территории. Кроме того, когда они двинулись обратно на север, Касакела оказались преследуемы стаей шимпанзе общины Митумба, которая также превосходила численностью общину Касакела. В конце концов боевые действия стихли, и мир был восстановлен.

## Выводы
Джейн Гудолл известна своими исследованиями шимпанзе. Начало войны потрясло её, так как ранее она считала шимпанзе, хоть и похожими на людей, но «более приятными». В сочетании с её наблюдениями в 1975 году за пожиранием собственного детёныша высокоиерархичной самкой, Четырёхлетняя война раскрыла для неё «тёмную сторону» поведения шимпанзе. В своих мемуарах 1990 года «Через окно: мои тридцать лет с шимпанзе Гомбе» она писала:

В течение нескольких лет я изо всех сил пыталась смириться с этим новым знанием. Часто, когда я просыпалась ночью, ужасные картины возникали в моей голове непрошено: Сатана [одна из обезьян], сложив ладонь лодочкой под подбородком Сниффа, пьёт кровь, которая течёт из большой раны на его лице; старый Родольф, обычно такой добродушный, выпрямился, чтобы швырнуть четырёхфунтовый камень в распростёртое тело Годи; Джомео отрывает полоску кожи от бедра Де; Фиган, бьющий снова и снова поражённое, дрожащее тело Голиафа, одного из героев своего детства.— 
Когда Гудолл сообщила о событиях войны в Гомбе, её рассказу о естественной войне между шимпанзе не все поверили. В то время научные модели поведения человека и животных практически никогда не пересекались. Некоторые учёные обвиняли её в чрезмерном антропоморфизме, другие предположили, что её присутствие и её практика кормления шимпанзе вызвали насильственный конфликт в естественно мирном сообществе. Однако более поздние исследования с использованием менее навязчивых методов подтвердили, что сообщества шимпанзе в своём естественном состоянии ведут войны. Исследование 2018 года, опубликованное в American Journal of Physical Anthropology, пришло к выводу, что война в Гомбе, скорее всего, была следствием борьбы за власть между тремя высокопоставленными самцами, которая усугубилась нехваткой фертильных самок.

### Книги
- Bradshaw, G. A. Elephants on the Edge: What Animals Teach Us about Humanity :  [англ.]. — New Haven : Yale University Press, 2009. — 353 p. — ISBN 978-0-30-015491-7.
- Frankenberry, Nancy K. The Faith of Scientists: In Their Own Words :  [англ.]. — Princeton : Princeton University Press, 2008. — 544 p. — ISBN 978-0-69-113487-1.
- Goodall, Jane. The chimpanzees of Gombe: patterns of behavior :  [англ.]. — Cambridge : Belknap Press of Harvard University Press, 1986. — ISBN 978-0-67-411649-8.
- Goodall, Jane. Through a Window: My Thirty Years with the Chimpanzees of Gombe :  [англ.]. — Boston : Houghton Mifflin Harcourt, 2010. — 400 p. — ISBN 978-0-54-748838-7.
- Morris, Ian. War! What Is It Good For?: The Role of Conflict and the Progress of Civilisation from Primates to Robots :  [англ.]. — NY : Macmillan Publishers, 2014. — 495 p. — ISBN 978-1-84-765454-0.

### Статьи
- Martin, R. D. The Predatory Behaviour of Wild Chimpanzees, by Geza Teleki. Bucknell University Press, $15. :  [англ.] // Oryx : journal. — 1974. — Т. 12. — P. 387–388. — ISSN 0030-6053. — doi:10.1017/s0030605300012084.
- On the occurrence of Colobus Kirkii :  [англ.] // Annals and Magazine of Natural History : journal. — 1884. — Vol. 13, no. 76. — P. 307. — ISSN 0374-5481. — doi:10.1080/00222938409459242.
- Wilson, Michael L.; Wrangham, Richard W. Intergroup Relations in Chimpanzees :  [англ.] // Annual Review of Anthropology : journal. — 2003. — Vol. 32, no. 1. — P. 363–392. — ISSN 0084-6570. — doi:10.1146/annurev.anthro.32.061002.120046.